# Greatest Hits - Chapter 1
Greatest Hits - Chapter 1 är sångerskan Kelly Clarksons första samlingsalbum. Albumet innehåller hennes största hits samt tre nya låtar. Albumet släpptes både i en standard edition och i en deluxe edition.

## Låtlista

### Internationell standard edition
1. Since U Been Gone (Luke Gottwald och Max Martin) - 3:09 (från albumet Breakaway)
2. My Life Would Suck Without You (Luke Gottwald, Max Martin och Claude Kelly) - 3:32 (från albumet All I Ever Wanted
3. Miss Independent (Kelly Clarkson, Christina Aguilera, Rhett Lawrence och Matt Morris) - 3:35 (från albumet Thankful)
4. (What Doesn't Kill You) Stronger (Jörgen Elofsson, Ali Temposi, David Gamson och Greg Kurstin) - 3:41 (från albumet Stronger)
5. Behind These Hazel Eyes (Kelly Clarkson, Luke Gottwald och Max Martin) - 3:16 (från albumet Breakaway)
6. Because Of You (Kelly Clarkson, David Hodges och Ben Moody) - 3:44 (från albumet Breakaway)
7. Never Again (Kelly Clarkson och Jimmy Messer) - 3:37 (från albumet My December)
8. Already Gone (Kelly Clarkson och Ryan Tedder) - 4:39 (från albumet All I Ever Wanted)
9. Mr. Know It All (Brian Seals, Ester Dean, Brett James och Dante Jones) - 3:53 (från albumet Stronger)
10. Breakaway (Avril Lavigne, Matthew Gerrard och Bridget Benenate) - 3:56 (från albumet Breakaway)
11. Don't You Wanna Stay med Jason Aldean (Jason Sellers, Paul Jenkins och Andy Gibson) - 4:15 (från albumen My Kinda Party och Stronger Deluxe Edition)
12. Walk Away (Kelly Clarkson, Kara DioGuardi, Chantal Kreviazuk och Raine Maida) - 3:08 (från albumet Breakaway)
13. Catch My Breath (Kelly Clarkson, Jason Halbert och Eric Olson) - 4:11 (Ny låt)
14. People Like Us (Blair Daly, James Michael och Meghan Kabir) - 4:19 (Ny låt)
15. Don't Rush med Vince Gill (Blu Sanders, Natalie Hemby och Lindsay Chapman) - 4:00 (Ny låt)
16. A Moment Like This (Jörgen Elofsson och John Reid) - 4:18 (från albumet Thankful)
17. I'll Be Home For Christmas (Kim Cannon, Walter Kent och Buck Ram) - 2:53 (från albumet iTunes Session)

### Internationell deluxe edition
1. Since U Been Gone (Luke Gottwald och Max Martin) - 3:09 (från albumet Breakaway)
2. My Life Would Suck Without You (Luke Gottwald, Max Martin och Claude Kelly) - 3:32 (från albumet All I Ever Wanted
3. Miss Independent (Kelly Clarkson, Christina Aguilera, Rhett Lawrence och Matt Morris) - 3:35 (från albumet Thankful)
4. (What Doesn't Kill You) Stronger (Jörgen Elofsson, Ali Temposi, David Gamson och Greg Kurstin) - 3:41 (från albumet Stronger)
5. Behind These Hazel Eyes (Kelly Clarkson, Luke Gottwald och Max Martin) - 3:16 (från albumet Breakaway)
6. Because Of You (Kelly Clarkson, David Hodges och Ben Moody) - 3:44 (från albumet Breakaway)
7. Never Again (Kelly Clarkson och Jimmy Messer) - 3:37 (från albumet My December)
8. Already Gone (Kelly Clarkson oh Ryan Tedder) - 4:39 (från albumet All I Ever Wanted)
9. Mr. Know It All (Brian Seals, Ester Dean, Brett James och Dante Jones) - 3:53 (från albumet Stronger)
10. Breakaway (Avril Lavigne, Matthew Gerrard och Bridget Benenate) - 3:56 (från albumet Breakaway)
11. Walk Away (Kelly Clarkson, Kara DioGuardi, Chantal Kreviazuk och Raine Maida) - 3:08 (från albumet Breakaway)
12. Don't You Wanna Stay med Jason Aldean (Jason Sellers, Paul Jenkins och Andy Gibson) - 4:15 (från albumen My Kinda Party och Stronger Deluxe Edition)
13. Catch My Breath (Kelly Clarkson, Jason Halbert och Eric Olson) - 4:11 (Ny låt)
14. People Like Us (Blair Daly, James Michael och Meghan Kabir) - 4:19 (Ny låt)
15. Don't Rush med Vince Gill (Blu Sanders, Natalie Hemby och Lindsay Chapman) - 4:00 (Ny låt)
16. I'll Be Home For Christmas (Kim Cannon, Walter Kent och Buck Ram) - 2:53 (från albumet iTunes Session)
17. Dark Side (Busbee och Alex G) - 3:45 (från Stronger)
18. A Moment Like This (Jörgen Elofsson och John Reid) - 4:18 (från albumet Thankful)
19. The Trouble With Love Is (Kelly Clarkson, Evan Rogers och Carl Sturken) - 3:42 (från albumet Thankful)
20. I Do Not Hook Up (Katy Perry, Kara DioGuardi och Greg Wells) - 3:20 (från albumet All I Ever Wanted)
21. Beautiful Disaster (Live) (Rebekah Jordan och Matthew Wilder) - 4:34 (från albumet Breakaway)

### Deluxe edition DVD
1. Miss Independent
2. Low
3. Since U Been Gone
4. Behind These Hazel Eyes
5. Because Of You
6. Walk Away
7. Never Again
8. Don't Waste Your Time
9. My Life Would Suck Without You
10. I Do Not Hook Up
11. Already Gone
12. Mr. Know It All
13. (What Doesn't Kill You) Stronger
14. Dark Side

## Singlar
- Catch My Breath (Släpptes 15 oktober 2012)
- Don't Rush med Vince Gill (Släpptes 30 oktober 2012)
- People Like Us (Släpptes 8 april 2013)